# Proechimys canicollis
Espèce
Statut de conservation UICN

 LC  : Préoccupation mineure
Le Rat épineux de Colombie du Nord (Proechimys brevicauda) est une espèce de mammifères rongeurs de la famille des Echimyidae qui regroupe des rats épineux originaires d'Amérique latine.